# Фатхулин, Дильшат Зиннатович
Дильша́т Зинна́тович Фатху́ллин (6 апреля 1940, Ташкент — 18 января 2020, Москва) — советский и российский кинооператор. Заслуженный деятель искусств РСФСР (1992), лауреат Государственной премии СССР (1977).

## Биография
Родился 6 апреля 1940 года в Ташкенте. В 1963 году окончил операторский факультет ВГИКа. Работал первоначально на «Узбекфильме», с 1974 года — оператор-постановщик киностудии «Мосфильм».
В 2005 году принял участие в историческом фильме «Судьба повелителя» в качестве сорежиссёра.
Член КПСС с 1972 года, член Союза кинематографистов СССР (Москва).
Скончался 18 января 2020 года в Москве.

## Фильмография
- 1964 — Канатоходцы
- 1964 — Свидание
- 1966 — Нежность
- 1966 — Белые, белые аисты
- 1967 — Незабываемое
- 1969 — Возвращайся с солнцем
- 1971 — Без страха
- 1972 — Этот славный парень
- 1974 — Такие высокие горы
- 1975 — Бегство мистера Мак-Кинли
- 1977 — Долги наши
- 1979 — Вкус хлеба
- 1982 — Похождения графа Невзорова
- 1984 — Мёртвые души
- 1984 — Прежде, чем расстаться
- 1985 — Город невест
- 1985 — Салон красоты
- 1988 — Радости земные
- 1988 — Чудовище или кто-то другой
- 1992 — Бег по солнечной стороне
- 1993 — Послушай, Феллини!
- 1993 — Стрелец неприкаянный
- 1998 — Чехов и Ко
- 2000 — Империя под ударом
- 2003 — Остров без любви
- 2004 — На Верхней Масловке
- 2004 — Сага древних булгар. Лествица Владимира Красное Солнышко
- 2005 — Сага древних булгар. Сага о любви дочери Чингисхана
- 2006 — Ленинградец
- 2008 — Марево
- 2008 — Судьба государя (также реж. совм. с Р. Фаталиевым)
- 2012 — Однажды в Ростове
- 2013 — Братья по обмену

## Награды и звания
- 1977 — Государственная премия СССР за фильм «Бегство мистера Мак-Кинли»[5];
- 1992 — Заслуженный деятель искусств РСФСР[6].